# Sciophila vernalis
Sciophila vernalis är en tvåvingeart som beskrevs av Philippi 1865. Sciophila vernalis ingår i släktet Sciophila och familjen svampmyggor. Inga underarter finns listade i Catalogue of Life.